# E Pluribus Funk
E Pluribus Funk е петият пореден студиен албум на американската рок група Гранд Фънк Рейлроуд, издаден през ноември 1971 г. от Кепитъл Рекърдс. Подобно на предходните работи на групата, той е записан в Кливлънд Рекърдинг Къмпъни и е последният, продуциран от Тери Найт. Името на албума е игра на думи със стария девиз на САЩ (гласящ От много, един). Дизайнерът Ърни Сефалоу е автор на оригиналната обложка, която е кръгла и покрита с подобен на сребро материал, така че да наподобява монета с голям размер. На задната страна на обложката е изобразен Шей Стейдиъм, с цел да бъде напомнено как Гранд Фънк Рейлроуд подобряват постижението на Бийтълс за брой посетители на същото съоръжение, продавайки билетите за 72 часа.

## Песни
Марк Фарнър е автор на всички песни.
1. Footstompin' Music – 3:48
2. People, Let's Stop the War – 5:12
3. Upsetter – 4:27
4. I Come Tumblin' – 5:38
5. Save the Land – 4:14
6. No Lies – 3:57
7. Loneliness – 8:47

Бонус песни – издание на компактдиск:
1. Live Medley

- I'm Your Captain (Closer to Home) – 5:57
- Hooked on Love – 2:46
- Get It Together – 2:53

1. Mark Says Alright (Live) – 4:23

## Творчески състав
- Марк Фарнър – орган, китара, хармоника, клавирни, вокали
- Мел Шехър – бас, вокали
- Дон Брюър – перкусии, барабани, вокали
- Тери Найт – продуцент, концепция за обложката
- Кенет Хемън – инженер
- Крейг Браун – обложка, дизайн
- Том Бейкър – аранжимент